# Лифановский, Борис Игоревич
Бори́с И́горевич Лифано́вский (род. 15 ноября 1976, Москва, РСФСР, СССР) — российский виолончелист и музыкальный журналист. Сын валторниста Игоря Лифановского.
Окончил Московскую консерваторию им. П. И. Чайковского (2000, класс виолончели доцента К. В. Родина) и аспирантуру (2002, класс камерного ансамбля профессоров Т. А. Гайдамович и А. З. Бондурянского).
В 1999—2001 гг. играл в оркестре Мариинского театра, затем перешёл в оркестр Большого театра России, с 2007 г. солист оркестра. С 2010 по 2012 также работал солистом оркестра в Московском музыкальном театре имени К. С. Станиславского и Вл. И. Немировича-Данченко. Одновременно выступает как солист и ансамблист. В 1996—2005 гг. участник «Академ-трио» (вместе с пианистом Яковом Кацнельсоном и скрипачкой Ириной Петуховой). В составе ансамбля — лауреат I премии и шести специальных призов на Международном конкурсе камерных ансамблей имени Танеева в Калуге (1999), лауреат II премии XX Международного конкурса камерных ансамблей в Трапани (2000). В 2005 году участвовал в попытке восстановления Квартета Большого театра. С 2017 г. руководит Квартетом виолончелей Большого театра.
В качестве музыкального журналиста публиковался в газетах «Московский комсомолец», «Русский телеграф», «Независимая газета», «Вечерний клуб», «Музыкальное обозрение»; в 2004—2006 гг. вёл авторскую колонку «Обертоны по вторникам» в рамках проекта ЕЖЕ.
Начиная с 1997 г., инициировал создание в русском Интернете ряда проектов, посвящённых академической музыке, первым из которых стал интернет-журнал «Московский музыкальный вестник» (до 2002 г.). В 2001 г. основал крупный сетевой проект Форум «Классика». В 2006 г. выпустил книгу «Интернет для музыканта» (ИД «Классика-XXI»), обосновывающую целесообразность использования возможностей Интернета исполнителями академической музыки. Лауреат премии «РОТОР» (2009) в номинации «персональный сайт».
С 2013 года руководит порталом ClassicalMusicNews.Ru, посвященным новостям, связанным с академической музыкой.